# Kanton Argenton-les-Vallées
Der Kanton Argenton-les-Vallées war bis 2015 ein französischer Wahlkreis im Arrondissement Bressuire, im Département Deux-Sèvres und in der Region Poitou-Charentes; sein Hauptort war Argenton-les-Vallées. Vertreter im Generalrat des Départements war zuletzt von 2001 bis 2015 Robert Girault (DVD).
Der Kanton Argenton-les-Vallées war 360,82 km² groß und hatte 10.122 Einwohner (Stand: 1999).

## Gemeinden
Der Kanton bestand aus einem Teil der Gemeinde Argenton-l’Eglise (angegeben ist hier die Gesamteinwohnerzahl; der andere Teil lag im Kanton Thouars-2) und weiteren 14 Gemeinden:
| Gemeinde                    | Einwohner Jahr | Fläche km² | Bevölkerungsdichte | Code INSEE | Postleitzahl |
| --------------------------- | -------------- | ---------- | ------------------ | ---------- | ------------ |
| Argenton-les-Vallées        | 1.642 (2013)   | 29,06      | 57 Einw./km²       | 79013      | 79150        |
| Argenton-l’Église           | 1.639 (2013)   | –          | – Einw./km²        | 79014      | 79290        |
| Bouillé-Loretz              | 1.062 (2013)   | 26,78      | 40 Einw./km²       | 79043      | 79290        |
| Bouillé-Saint-Paul          | 418 (2013)     | 20,38      | 21 Einw./km²       | 79044      | 79290        |
| Le Breuil-sous-Argenton     | 487 (2013)     | 19,55      | 25 Einw./km²       | 79053      | 79150        |
| Cersay                      | 1.011 (2013)   | 36,78      | 27 Einw./km²       | 79063      | 79290        |
| La Coudre                   | 242 (2013)     | 8,4        | 29 Einw./km²       | 79099      | 79290        |
| Étusson                     | 350 (2013)     | 20,97      | 17 Einw./km²       | 79113      | 79150        |
| Genneton                    | 332 (2013)     | 27,75      | 12 Einw./km²       | 79132      | 79150        |
| Massais                     | 593 (2013)     | 21,14      | 28 Einw./km²       | 79168      | 79150        |
| Moutiers-sous-Argenton      | 624 (2013)     | 36,4       | 17 Einw./km²       | 79187      | 79150        |
| Saint-Aubin-du-Plain        | 571 (2013)     | 14,06      | 41 Einw./km²       | 79238      | 79300        |
| Saint-Maurice-la-Fougereuse | 538 (2013)     | 35,84      | 15 Einw./km²       | 79280      | 79150        |
| Ulcot                       | 56 (2013)      | 6,62       | 8 Einw./km²        | 79333      | 79150        |
| Voulmentin                  | 1.102 (2013)   | 13,82      | 35 Einw./km²       | 79242      | 79150        |

Die Gemeinden Saint-Cléméntin und Voultegon sind am 1. Januar 2013 mit der Gemeinde Voulmentin fusioniert worden. Saint-Cléméntin hatte zum 31. Dezember 2010 insgesamt 516 Einwohner auf 13,82 km² (entspricht 37 Einw. pro km²); Voultegon hatte zum 31. Dezember 2010 insgesamt 558 Einwohner auf 31,23 km² (entspricht 18 Einw. pro km²).